# Муньйоро Ньямау
Езекія Муньйоро Ньямау (англ. Hezekiah Munyoro Nyamau; нар. 5 грудня 1942) — кенійський легкоатлет, який спеціалізувався в бігу на короткі дистанції.

## Із життєпису
Олімпійський чемпіон (1972) та срібний олімпійський призер (1968) в естафеті 4×400 метрів.
Чемпіон Ігор Британської Співдружності в естафеті 4×400 метрів (1970).
Багаторазовий переможець чемпіонатів Східної та Центральної Африки з легкої атлетики у бігу на 400 метрів та в естафеті 4×400 метрів (1967-1972).
Ексрекордсмен світу в естафеті 4×880 ярдів (1970).
По завершенні спортивної кар'єри обрав військову службу. Після відставки (1997) володів крамницею.

## Основні міжнародні виступи
| Рік  | Змагання                       | Місто    | Місце            | Дисципліна | Примітки |
| ---- | ------------------------------ | -------- | ---------------- | ---------- | -------- |
| 1968 | Олімпійські ігри               | Мехіко   | 2пф6             | 400 м      |          |
| 1968 | 2                              | 4×400 м  | Відео на YouTube |            |          |
| 1970 | Ігри Британської Співдружності | Единбург | 1                | 4×400 м    |          |
| 1972 | Олімпійські ігри               | Мюнхен   | 3чф4             | 400 м      |          |
| 1972 | 1                              | 4×400 м  | Відео на YouTube |            |          |